# Maître du Retable de Heisterbach

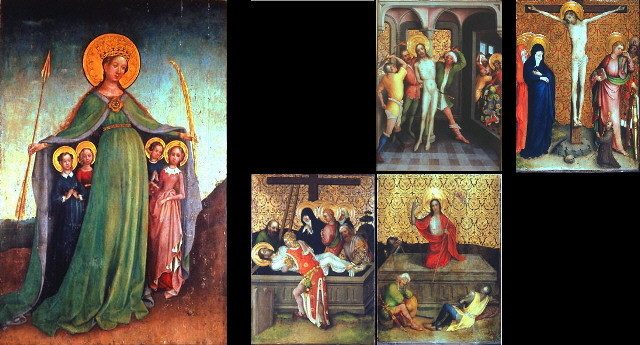
Vue d'ensemble des panneaux du retable de Heisterbach conservés au Wallraf-Richartz Museum.

Le maître du Retable de Heisterbach est un peintre anonyme du gothique tardif, actif à Cologne vers 1440-1450. Il doit son nom de convention à l'abbaye de Heisterbach près de Bonn. Pour cette abbaye, l'artiste crée, entre 1445 et 1450,  un grand polyptyque à double paire de volets qui lui est attribué. Le monastère est dissout en 1806.  Deux volets peints sont conservés, le devenir de la partie centrale, probablement une huche sculptée, n'est pas connu. 

## Le retable de Heisterbach

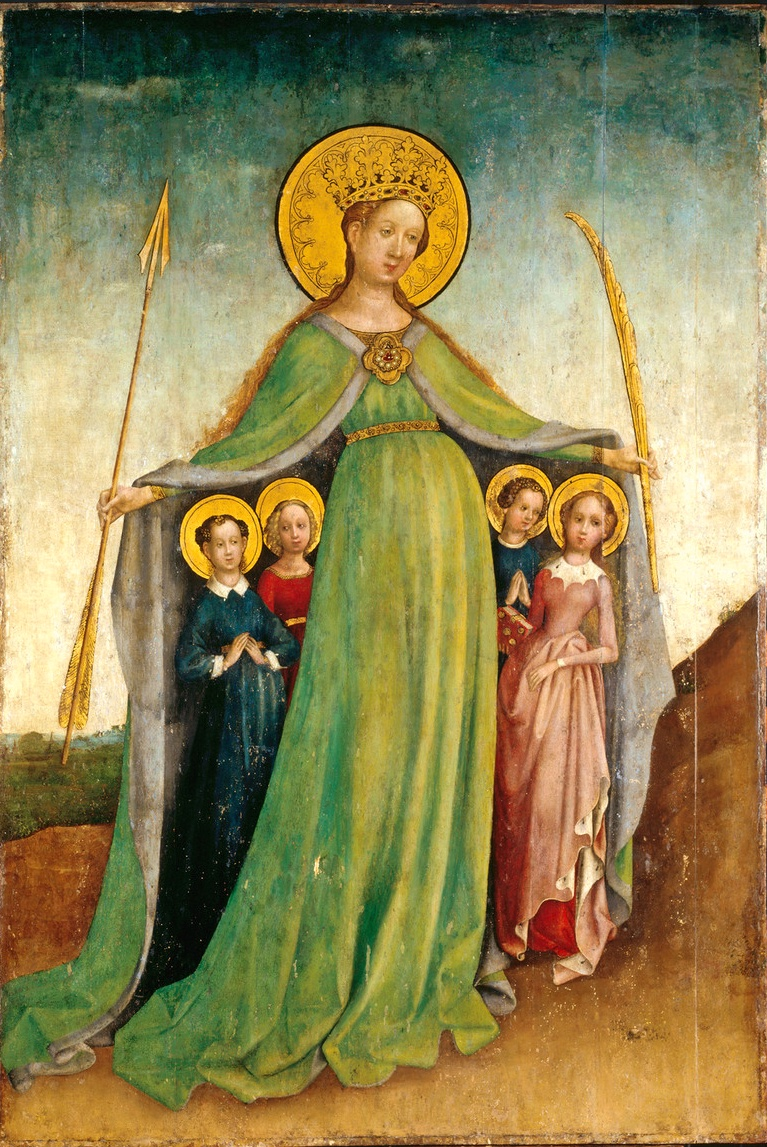
Ursule protectrice.

Le retable est créé pour l'ancienne église abbatiale Sainte-Marie de l'abbaye de Heisterbach entre 1445 et 1450. Une création avant 1448 a été avancée, car c'est l'année de la mort de l'abbé Christian II, mécène important de l’abbaye. Mais la datation est, d'après Tobias Nagel, encore incertaine, parce que la relation maître-élève, entre le Maître du retable et Stefan Lochner, n'est pas tranchée. Lors d'un colloque sur Stefan Lochner, à l'occasion de l'exposition au Wallraf-Richartz Museum en 1994, une datation précoce a été estimée être la plus probable, ce qui faisait de Lochner un élève du Maître.
Le retable est particulièrement imposant : chaque volet mesure 182,5 × 121,5 cm. Il devait faire partie du maître-autel de l'église. L'abbaye est sécularisée en septembre 1803, les quatorze moines restants quittent le monastère début novembre 1803. L'église est vendue comme carrière (« auf Abbruch ») en 1809, et seul subsiste le chœur. C'est probablement les frères Boisserée qui ont acheté le retable, dont on sait qu'ils en possédaient des éléments. Certains ont fait l'objet d'échanges avec Wallraf. L'abbaye était particulièrement riche en retables. Des documents mentionnent la consécration de dix-sept retables, rien que pour l'année 1227, de trois autres en 1237.
Les volets du retable de Heisterbach sont répartis entre le Wallraf-Richartz Museum de Cologne, et la Staatsgalerie in der Neuen Residenz à Bamberg.  La partie centrale sculptée, qui  montrait peut-être le Christ et six apôtres, a disparu.
L'extérieur du volet gauche présente Ursule de Cologne en protectrice de ses compagnes (au Wallraf-Richartz Museum), et l'extérieur du volet droit  Géréon de Cologne avec ses compagnons (à la Staatsgalerie).
En position ouverte, on voit l'intérieur de la première paire de volets et l'extérieur de la deuxième paire. Les quatre faces ainsi visibles sont chacune peintes 9de quatre tableaux, ce qui fait un total de seize panneaux montrant des scènes de la vie de Jésus. Lors du démembrement, les panneaux ont été clivés et enduits au dos d'une peinture noire isolante. Les panneaux présentent tous des défauts plus ou moins importants  et des traces de traitements ultérieurs ; le dessin sous-jacent  est cependant conservé. Douze de ces peintures sont à Bamberg, à la Staatsgalerie in der Neuen Residenz, et quatre au Wallraf-Richartz Museum. On peut reconstruire comme suit l'agencement des épisodes :

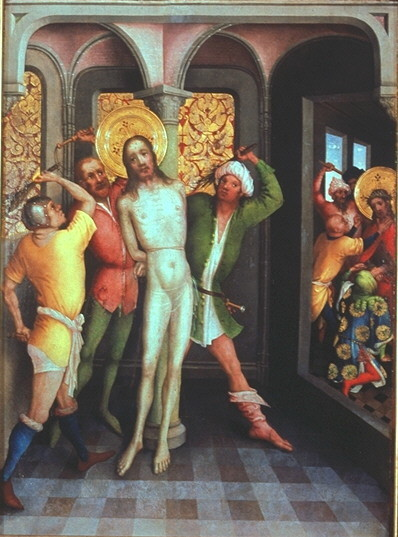
Couronnement d'épines.

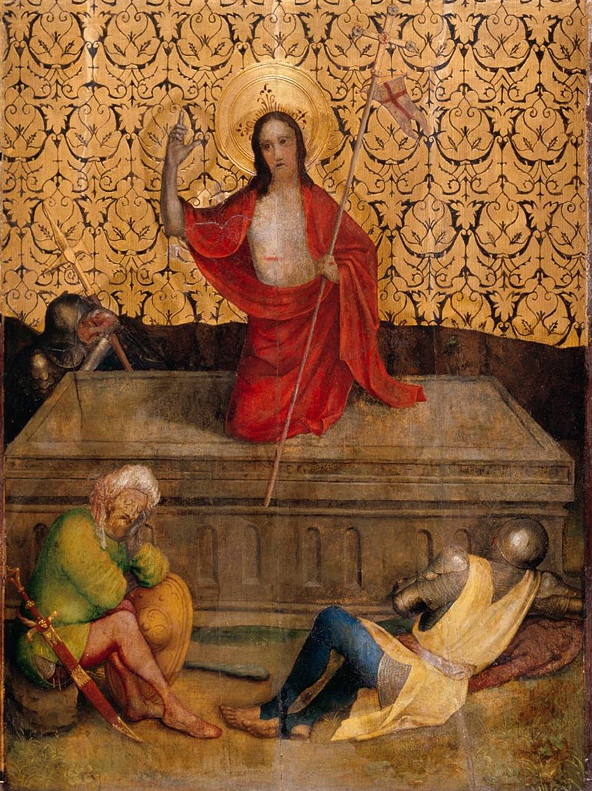
Résurrection.

Volet externe gauche ouvert
- Annonciation
- Visitation
- Nativité
- Adoration des mages

Volet interne gauche fermé
- Mont des Oliviers
- Baiser de Judas
- Portement de croix
- Crucifixion avec donateur

Volet interne droit fermé
- Ecce Homo
- Flagellation[4]  et Couronnement d’épines[5]
- Mise au tombeau[6]
- Résurrection

Volet externe droit ouvert
- Apparition du Christ
- Ascension
- Pentecôte
- Mort de Marie

Lorsque les volets intérieurs sont également ouverts, ils montrent à gauche saint Benoît et les apôtres Philippe, Matthieu et Jacques le Mineur, et à droite Barthélemy, Simon, Matthias et saint Bernard. On peut imaginer que la partie centrale, en continuation des volets, contient la suite des apôtres : Pierre, André, Jacques le Majeur, Jean, Thomas,  Thaddée. Comme, par analogie avec les volets, on peut supposer deux personnes additionnelles, il peut s'agir du Christ crucifié et de Paul. Dans sa structure, le retable est donc assez proche du retable des Clarisses.

## Un autre retable
Un autre retable, tout aussi dispersé, est attribué au maître du Retable de Heisterbach ou au moins à son atelier : Zehnder dit : « À la manière du maître du Retable de Heisterbach » (« Art des Meisters des Heisterbacher Altars »). Ce retable est semblable dans sa conception au retable de Heisterbach, et peut-être encore plus dispersé. La reconstruction proposée par Goldberg et Scheffler et adoptée par Zehnder en fait un triptyque dont les deux volets montrent, quand le retable est fermé, douze images du martyre des apôtres. Chaque volet contient six tableaux, groupés par trois en deux rangées superposées. Les images, sur fond rouge, sont séparées par de fines bandes peintes. En position ouverte, les volets montrent des scènes de la vie de Marie et du Christ. La disposition donnée par Goldberg et Scheffler est la suivante, du haut en bas et de gauche à droite :
Volet gauche
- en haut : Annonciation[9] et Nativité[10]
- en bas : Adoration des mages[11] et Présentation au Temple[10]

Panneau central gauche
- en haut : Christ au Mont des Oliviers[10] et Arrestation au jardin des oliviers[12],  Christ devant Pilate[13] et Flagellation[14]
- en bas : Portement de croix[13], Crucifixion[15], Résurrection[16]

Volet droit
- en haut : Ascension[14] et Mort de Marie[10]
- en bas : Pentecôte[17] et Couronnement de Marie[10]

Les panneaux ont à peu près de la même taille (75 × 42 cm) à l'exception de la crucifixion qui est une image nettement plus grande (94 × 90 cm). De fait, elle a une largeur double des autres panneaux, et elle est plus haute au milieu où elle présente un arrondi. Dans ce panneau, la narration simultanée est condensée de façon saisissante, dans une remarquable symétrie temporelle et spatiale : à gauche, le Christ est dévêtu par un soldat, au centre il est crucifié, à droite Joseph d'Arimathie attend debout devant le tombeau ouvert avec un linceul blanc pour enrober le corps du Christ après la déposition.

## Retable avec crucifixion

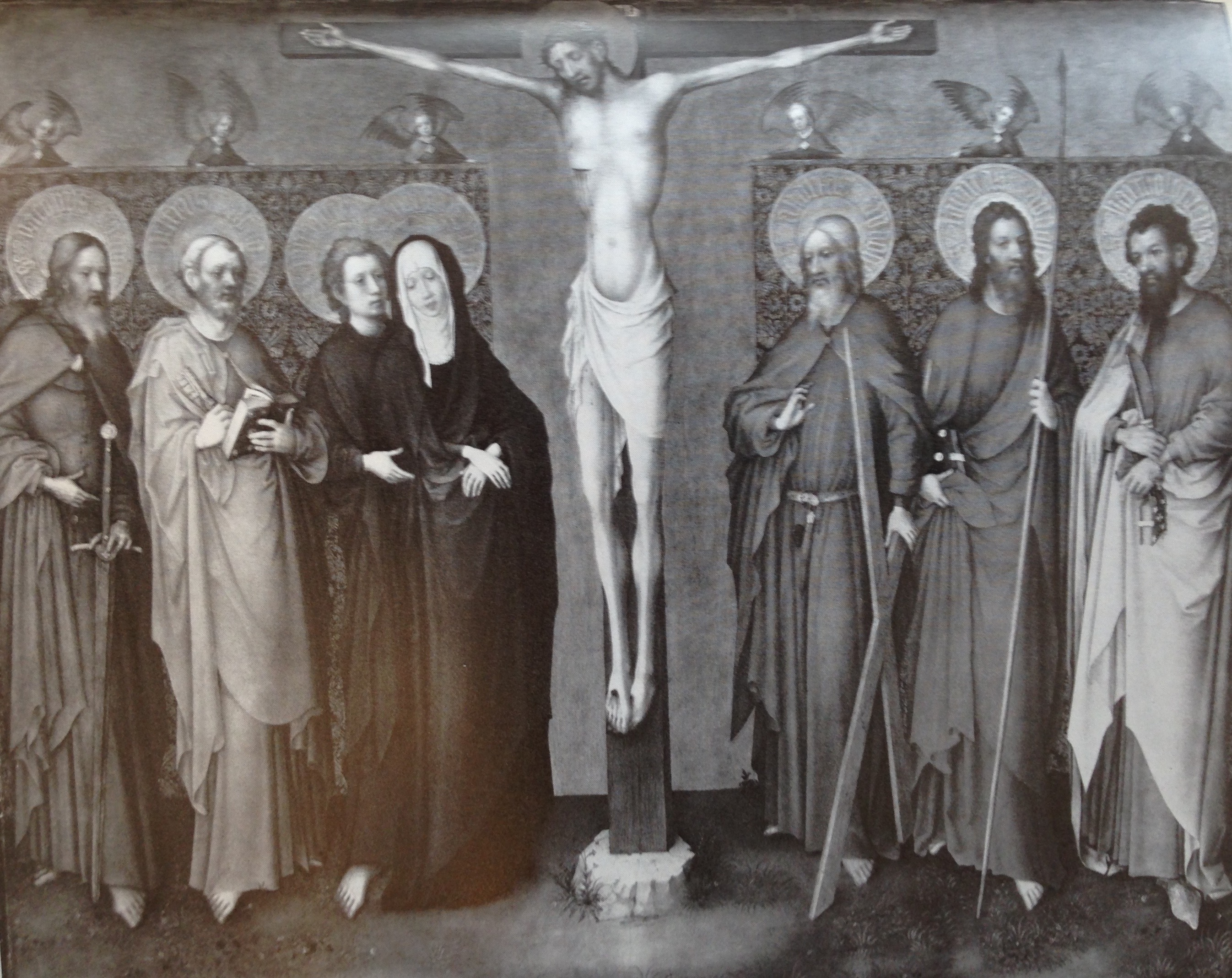
Panneau central : crucifixion avec Marie et apôtres (WAF 505, Alte Pinakothek)

Un retable de crucifixion, conservé à la Alte Pinakothek sous les cotes WAF 503-507. Ce triptyque de grande taille (le panneau central mesure 164 × 132 cm représente une crucifixion avec Marie et les douze apôtres. En position ouverte, sur le volet gauche les trois apôtres Philippe , Matthieu , Jacques le Majeur  , sur le panneau central Jacques, Pierre, Jean, Marie, le Christ, André, Thomas , Barthélemy , et sur le volet droit les trois apôtres  Simon , Thaddée , Mathias . Les personnages minces et élancés, chacun avec ses attributs et nimbés d'un disque doré où est inscrit le nom, se tiennent devant un fond en brocart doré, surmonté de petits anges. 
Les volets fermés présentent saint Christophe et saint Géréon. Ce retable fait partie du lot vendu par les Frères Boisserée au roi Louis Ier de Bavière. Le lieu d'origine du retable fait débat : les figures sur l'extérieur des volets indiquent qu'il pourrait s'agir de l’église Saint-Géréon, ou alors de l’église paroissiale Saint-Christophe située à proximité immédiate de Saint-Géréon et dont la cure était généralement assurée par un vicaire du collège de Saint-Géréon. À la fermeture de Saint-Christophe en 1806, le mobilier a dû être transporté à Saint-Géréon. Le style des figures, très allongées, font pencher pour une datation de la première moitié du XVe siècle, avant le retable de Heisterbach.

## Autres œuvres
(Œuvres mentionnés par Thieme et Becker)
- Un panneau avec Ponce Pilate se lavant les mains (Collection Peltzer, Cologne)
- Un panneau représentant saint Jérôme (Collection Schnitzler)
- Un panneau représentant saint Maurice est ses quatre compagnons (Germanisches National Museum, Nürnberg, brûlé pendant la guerre)
- Un portrait en buste de Marie et l'enfant Jésus, dans l’ancienne collection Kaufmann, Berlin.

## Place dans l'École de Cologne
Le maître du retable de Heisterbach, de par son  style doux, montre une étroite parenté avec l'art de Stefan Lochner. Il est aussi pratiquement contemporain de Lochner, ce qui ne renseigne pas sur leur relation artistique. Le style de peinture et de composition suggère aussi une relation étroite avec le maître de Saint-Laurent. Son œuvre est assez mince, et il ne figure pas parmi les représentants les plus importants de l'« École de Cologne ». Thieme et Becker le considèrent comme un maître de moindre envergure dans l'école de Lochner, reconnaissable à ses personnages élancés et sans forces. Son adresse artistique est également inférieure à celle d'autres maîtres; mais l'étude et l’analyse de ses tableaux donne des indications sur le développement de l'art pictural à Cologne dans la période avant  Stefan Lochner. Pour certains, il est plutôt considéré comme maître de Stefan Lochner, d'autres en font un élève de Stephan Lochner,. En revanche, la thèse selon laquelle le retable de Heisterbach serait une œuvre de jeunesse de Stefan Lochner est très controversée.